# Blatni Vrh
Blatni Vrh – wieś w Słowenii, w gminie Laško. W 2018 roku liczyła 82 mieszkańców.